# Jack Wolfe
Jack Thomas Davies (Dewsbury, Londres, 17 de diciembre de 1995), conocido profesionalmente como Jack Wolfe, es un actor británico. Es conocido por su trabajo en el teatro con el National Theatre, la Royal Shakespeare Company, etcétera. Debutó en el largometraje en The Magic Flute (2022). Participará en la segunda temporada de la serie de Netflix Sombra y hueso.

## Primeros años y educación
Wolfe nació en Dewsbury, Este de Yorkshire. Tiene una hermana menor. Asistió a la Ackworth School. Wolfe empezó a actuar en un grupo de teatro juvenil los sábados por la mañana en Wakefield. Pasó a graduarse en Mountview Academy of Theatre Arts en Londres en 2017. También se formó en Chetham's School of Music en Mánchester.